# یی جینگچیان
یی جینگچیان (انگلیسی: Yi Jingqian؛ زادهٔ ۲۸ فوریهٔ ۱۹۷۴) تنیس‌باز زن اهل چین بود.
وی در مسابقات کشوری و بین‌المللی در مجموع برندهٔ ۱ مدال نقره، ۳ مدال برنز شده‌است.